# 苏夫扬·塔耶
苏夫扬·塔耶（羅馬化：Sufyān Tāyah；1971年8月20日—2023年12月2日）是巴勒斯坦物理學家，他出生於加薩走廊北部的賈巴利亞難民營，在營中聯合國近東巴勒斯坦難民救濟和工程處的學校接受教育，1994年於加沙伊斯蘭大學獲物理學學士學位，並開始在該校任教。塔耶曾獲巴勒斯坦伊斯蘭銀行科學研究獎、阿卜杜勒·哈米德·肖曼青年科學家獎與伊斯蘭大學科學研究獎等獎項。他於2023年8月上任加沙伊斯蘭大學校長，同年12月2日以色列—哈瑪斯戰爭期間他與家人死於以色列軍隊的空襲。